# Globasnitz
Globasnitz (Slovène Globasnica) est une Communauté bilingue (allemand/slovène) autrichienne du district de Völkermarkt en Carinthie.